# Karlheinz Kaske
Karlheinz Kaske (* 19. April 1928 in Essen; † 27. September 1998 in Berg/Starnberger See) war ein deutscher Physiker und Manager, zuletzt Vorstandsvorsitzender der Siemens AG.

## Leben
Kaske wuchs 1934–1937 in Königsberg, Ostpreußen auf und besuchte dort die Grundschule. Von 1937 bis 1943 lebte die Familie in Köln, 1943/44 in Danzig, wo er 1944 an der Oberschule St. Petri und Paul das Abitur ablegte. Er studierte ab Sommersemester 1944 an der Universität Danzig, ab Sommer 1946 Physik an der RWTH Aachen. Er promovierte 1955 an der TH Braunschweig.
Nach seiner Tätigkeit als Entwicklungsingenieur bei den Siemens & Halske Wernerwerken in Karlsruhe (1950 bis 1953) war er Dozent für Elektrotechnik und elektrische Messtechnik an der Bergakademie in Aachen. Er kehrte als Leiter des Vertriebsgebietes Kraftwerksautomatisierung zu Siemens in Karlsruhe zurück. 1967 war er als Gastwissenschaftler bei Fuji Denki Electric in Tokio tätig. Danach war er in der Planungsabteilung der Siemens AG beschäftigt und beteiligt bei der Planung, die zur Zusammenführung der eigenständigen Siemens-Gesellschaften zur Siemens AG führte.  Er leitete das Nürnberger Zählerwerk bis 1973 und anschließend in dem Geschäftsbereich Mess- und Prozesstechnik und den Hauptbereich Gemeinsame Technische Aufgaben. 1975 wurde er in den Siemens-Vorstand berufen und ab 1977 stand er dem Bereich Energietechnik vor.

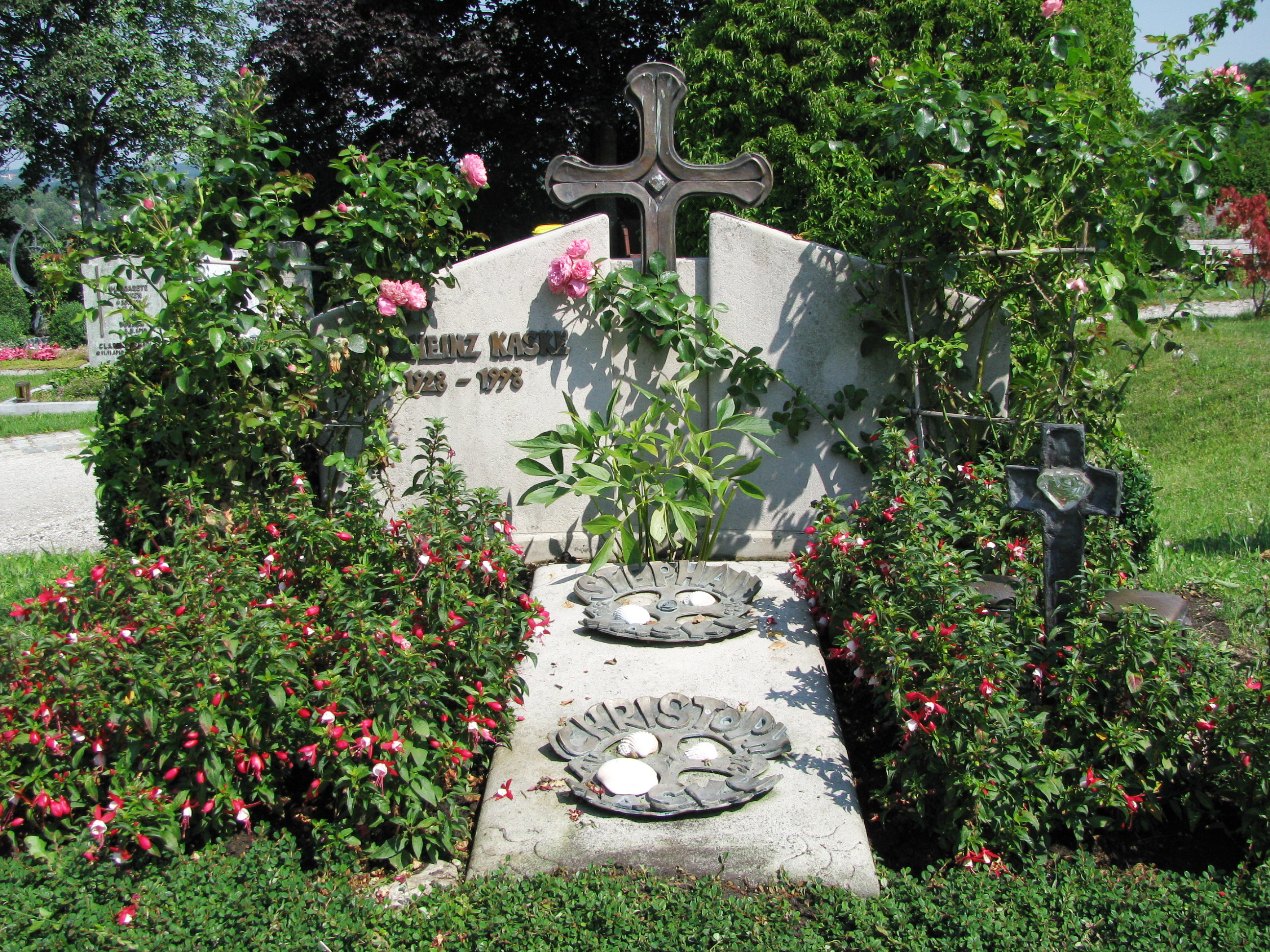
Grabstätte auf dem Friedhof von Aufkirchen am Starnberger See

Am 28. Januar 1981 wurde Kaske zum Vorstandsvorsitzenden der Siemens AG ernannt. Diese Funktion übte er bis zum 30. September 1992 aus. Unter Kaske wurde innerhalb Siemens der technologische Wandel von der Elektromechanik zur Elektronik sowie die Auslandsgeschäfte vorangetrieben. Ferner wurde unter seiner Ägide den operativen Einheiten mehr Eigenverantwortung übertragen.
Nebenberuflich war er an der Fakultät für Elektrotechnik an der Technischen Universität München zunächst Lehrbeauftragter und 1994 wurde er zum Honorarprofessor bestellt.
Karlheinz Kaske ist bestattet auf dem Friedhof von Aufkirchen am Starnberger See.

## Ehrung
- 1993: Ernst-Reuter-Plakette des Landes Berlin